# 宇佐美江中
宇佐美 江中（うさみ こうちゅう、1929年（昭和4年）9月1日 - ）は愛知県出身の日本の日本画家。本名は豊。社団法人日展会員を経て日展理事、日春展顧問。

## 略歴
1929年（昭和4年）9月1日、愛知県に生まれる。愛知県立松蔭高等学校卒業。始め川合玉堂、後に奥田元宋に師事。
1962年（昭和37年）「凪」が新日展に入選。以後1993年（平成5年）第25回日展にて日展会員賞、1997年（平成9年）第29回日展にて文部大臣賞。
2004年（平成16年）、2003年（平成15年）第35回改組日展出品作「暮れゆく函館」が平成15年度（第60回）日本芸術院賞。

## 著書
- 川合玉堂、宇佐美江中『川合玉堂の画手本』美術年鑑社、1994年1月。ISBN 978-4892101175。（共著）

## 作品
- 「凪」 - 1962年（昭和37年）[1]
- 「暮れゆく函館」 - 2003年（平成15年）、日本芸術院蔵[5]
- 「浄境」[1]
- 「出山」[1]
- 「涅槃」[1]

## 作詞
- 三田りょう「多摩の四季」[6]